# Koalice radikální levice
Koalice radikální levice (řecky Συνασπισμός Ριζοσπαστικής Αριστεράς – Synaspismos Rizospastikis Aristeras, zkráceně ΣΥ.ΡΙΖ.Α respektive SYRIZA) je řecká politická strana, původně založena jako koalice levicových politických stran. Byla založena v roce 2004, sídlí v Athénách a ideologicky zastává postoje demokratického socialismu, antikapitalismu a ekosocialismu. Jejím současným předsedou je Alexis Tsipras. V letech 2015 až 2019 byla nejsilnější (a vládní) řeckou stranou.
Na úrovni Evropské unie je členem Strany evropské levice a politické skupiny Evropského parlamentu Evropská sjednocená levice a Severská zelená levice.

## Historie

Lídr Syrizy Alexis Tsipras v roce 2012.

### Vznik koalice (2004–2007)

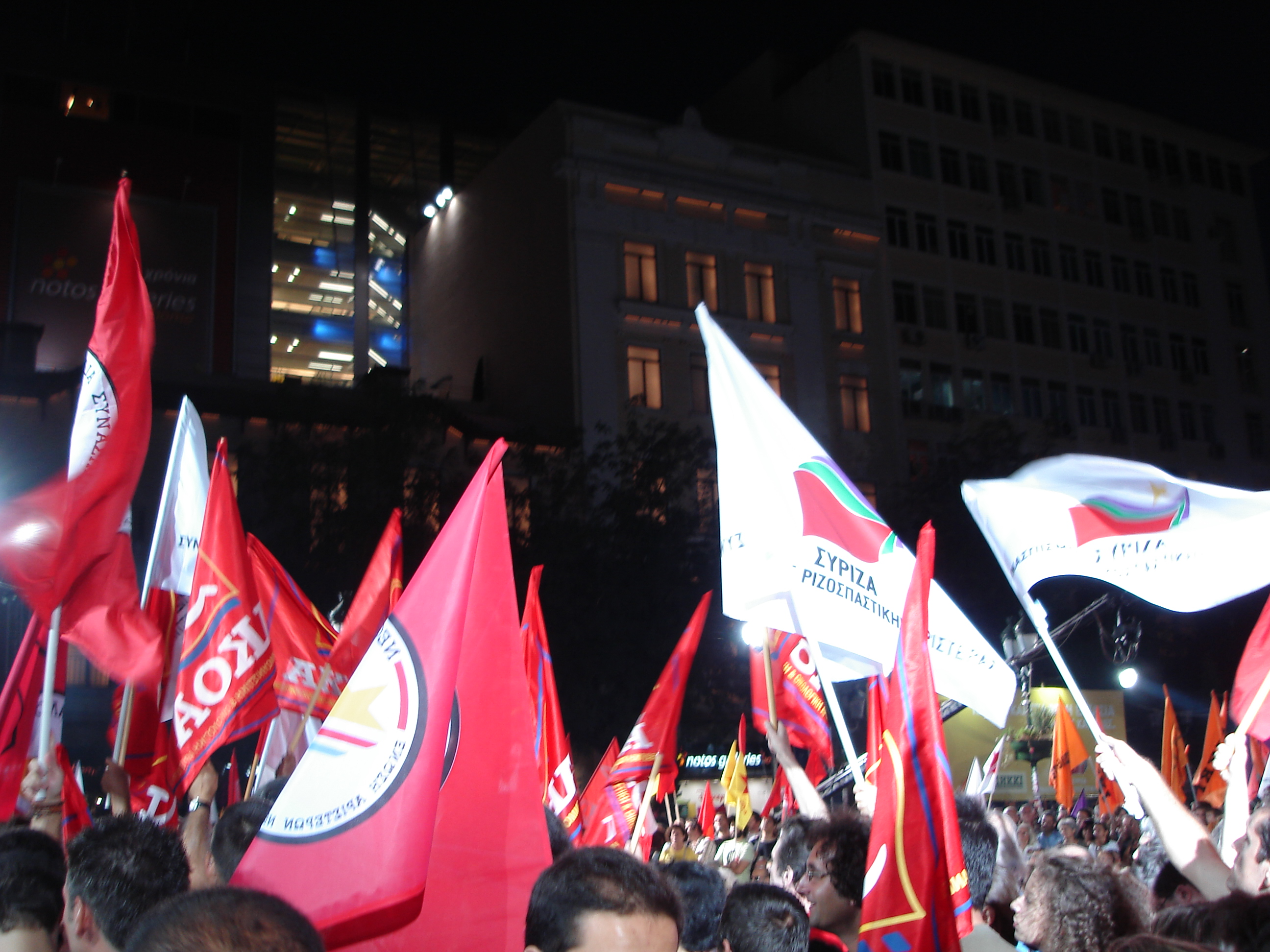
Podporovatelé strany SYRIZA v roce 2007.

SYRIZA vznikla jako koalice menších politických stran radikální levice. Hlavními cíli uskupení byl boj proti neoliberálním reformám penzijního a sociálního systému nebo novým protiteroristickým zákonům. Vedoucí stranou byla Synaspismós, která zastává ideologie demokratického socialismu, eko-socialismu, eurokomunismu a environmentalismu.
Koalice SYRIZA vznikla v lednu 2004 pro účely parlamentních voleb. Původní strany tvořící koalici byly: Synaspismós (SYN), Renewing Communist Ecological Left (AKOA), Internationalist Workers' Left (DEA), Movement for the United in Action Left (KEDA) a sdružení Active Citizens. Koalice získala 241 tisíc hlasů (3,3 %), a tím i šest poslaneckých mandátů.
Rozhádaná koalice byla překvapením parlamentních voleb ze září 2007, kdy získala 361 tisíc hlasů (5,04 %), a tím i čtrnáct mandátů. Nárůst byl výsledkem připojení marxistické strany Řecká komunistická organizace (KOE) v červnu 2007. Dále se přidaly environmentalistická Ekologická intervence a levicoví nacionalisté Demokratické sociální hnutí (DIKKI).

### Nová vlna (2008–2011)
Na pátém stranickém kongresu strany Synaspismos byl do jejího čela, v roce 2008, zvolen tehdy třicetitříletý městský zastupitel Athén Alexis Tsipras. V červnu téhož roku se do koalice přidala Socialistická internacionální organizace (Xekinima).
Ve volebním roce 2009 byl do Evropského parlamentu zvolen kandidát strany Nikos Hountis. Strana získala 240 tisíc hlasů (4,7 %).
V říjnu téhož roku se konaly volby do parlamentu. Strana získala 315 tisíc hlasů (4,6 %) a obhájila třináct mandátů. Poslancem se tak poprvé v kariéře stal i lídr kandidátky Alexis Tsipras.
V červnu 2010 však stranu Synapsismos opustilo „křídlo obnovy“ (Ananeotiki). Koalice tak přišla o čtyři vyhrané mandáty, tito politici přešli do nově vzniklé strany Demokratické levice (DIMAR).

### Vznik samostatné strany (2012–2014)
Koalice SYRIZA zaznamenala velký přísun voličstva poté, co Řekové odmítli podporovat vládní strany ve vládě premiéra Lukase Papadimose. Před květnovými volbami 2012 strana vykazovala v předvolebních průzkumech podporu 10–12 % voličů. Ve volbách získali jeden milion hlasů (16,7 %) a 52 mandátů. SYRIZA se stala druhou nejsilnější stranou po Nové demokracii. Tsipras byl pověřen sestavením vlády, ale neuspěl poté, co odmítl koalici se stranami z minulé vlády.
Pro opakované volby v červnu 2012 se SYRIZA zapsala jako oficiální politická strana, aby mohla soutěžit o bonusových padesát mandátů pro nejsilnější stranu.
V červenci 2013 začalo sjednocování strany tak, aby nadále nebyla koalicí. Účinnost rozhodnutí byla odložena o tři měsíce. Ačkoliv byl na sjezdu opět zvolen Tsipras (74 % hlasů), jeho interní soupeř Panayiotis Lafazanis, vůdce původní Levé platformy (v koalici SYRIZA), zajistil své platformě 60 míst (30 %) v ústředním výboru strany. Komunistická platforma získala dvě křesla v ústředním výboru strany.
V květnu 2014 proběhly Volby do Evropského parlamentu 2014, SYRIZA zvítězila s 26,5 % hlasů (6 mandátů).

### Vládní strana (2015–dodnes)
V prosinci 2014 poslanci ani na třetí pokus nezvolili prezidenta republiky (jediným kandidátem byl člen Nové demokracie Stavros Dimas), a tím došlo k rozpuštění parlamentu. Nové parlamentní volby byly stanoveny na neděli 25. ledna 2015. Předvolební průzkumy favorizovaly právě Syrizu. V těchto předčasných volbách se SYRIZA umístila na prvním místě se ziskem 36,34 % hlasů (konkrétně 2 244 679 hlasů), tím získala 99 mandátů a navíc 50 bonusových mandátů za vítězství, celkově tedy 149 mandátů v 300členném parlamentu. Ihned druhého dne, 26. ledna, Tsipras oznámil, že se dohodl na vládě se stranou Nezávislí Řekové (ANEL). Společně mají většinu 162 mandátů. V této vládě získal post premiéra právě Alexis Tsipras. Vláda získala důvěru řeckého parlamentu dne 11. února 2015 (162 poslanců pro).
Vláda se skládá z premiéra, vicepremiéra, třinácti ministrů a dvaceti ministerských pověřenců, kteří mají všichni hlasovací právo. Je tedy složena z třiceti pěti členů, z nichž pochází dvacet čtyři ze strany SYRIZA, dva ze strany ANEL, jeden ze strany Zelení-Ekologové a šest jsou nestraníci. Vláda se uvedla splněním slibu o odstranění privilegií politiků, když začala rozprodávat vládní limuzíny. Premiér Tsipras a ministr financí Janis Varufakis také okamžitě začali s EU jednat o změně podmínek řeckého dluhu a poskytnuté půjčky, se snahou o vytvoření přechodných podmínek do června 2015, kdy má vzniknout komplexní postoj vlády k této otázce. Dalšími kroky bylo pozastavení běžících privatizací velkých státních podniků (přístav Pireus, energetická společnost PPC, rafinérská skupina Hellenic Petroleum a společnost ADMIE spravující elektrická vedení); ministr pro veřejný pořádek a ochranu občanů Janis Panusis oznámil zřízení důstojné sítě nových center pro zadržené ilegální migranty; ministerský pověřenec pro administrativní reformu Jorgos Kartugalos a pověřenec pro sociální pojištění Dimitris Stratulis oznámili plán omezení tzv. civilní mobilizaci pouze na případy zdravotního ohrožení a mimořádný stav; ministerský pověřenec pro boj s korupcí Panajotis Nikoludis uvedl, že Zvláštní útvar pro vyšetřování finančních zločinů (SDOE) v budoucnu získá pravomoc pokutovat ve zrychleném režimu firmy i osoby, usvědčené z úmyslného neplacení daní; a ministr spravedlnosti Nikos Paraskevopulos slíbil novelu zákona o registrovaném partnerství, která dá těmto párům stejná práva jako mají manželé.

#### Řešení dluhové krize (2015)
Dne 20. února 2015 vláda dosáhla cíleného čtyřměsíčního prodloužení finanční pomoci ze strany EU, věřitelé však trvali na záruce zachování jistých reforem. Vláda například musela slíbit pokračování běžících privatizací, což učinila s výjimkou společností PPC a ADMIE. Podoba dohody vedla k nespokojenosti části levého křídla strany, které požadovalo radikálnější přístup. V březnu se zavázala, že peníze získané z privatizace vloží do systému sociálního zabezpečení občanů, raději než na snížení dluhu. Podle průzkumu Metron Analysis měla vláda dva měsíce od voleb zvýšenou podporu 47,8 % voličů. Levicové křídlo strany, tzv. Levicová platforma (kterou vede ministr životního prostředí a energie Panajotis Lafazanis), na konci května 2015 navrhlo zastavení placení splátek Mezinárodnímu měnovému fondu (MMF) a zahájení znárodňování některých bank. Ústřední výbor uskupení SYRIZA však tento návrh zamítl. Na začátku června po vyjednávání s mezinárodními věřiteli se vedení Syrizy rozhodlo odmítnout aktuální podmínky věřitelů (například prudké zvýšení DPH a další škrty) a odložit červnovou splátku dluhu na pozdější datum splatnosti. Vedení také oznámilo, že raději, než aby přijali současné podmínky obdržení finančních úvěrů, vypíší i předčasné volby, například na červenec. K tomu však zatím nedošlo. Dne 9. června vláda předložila vlastní plán reforem, s ním ale věřitelé nesouhlasili.
Dne 10. června 2015 řecký Nejvyšší správní soud rozhodl, že škrty v důchodovém systému z let 2012 až 2014 byly protiústavní. Vláda Syrizy byla tedy pověřena reformu minulé vlády zrušit a důchody vrátit na původní částku. Původní reforma důchodového systému proběhla na žádost věřitelů EU a MMF před poskytnutím druhého záchranného programu pro Řecko. Škrty však zůstávaly podmínkou věřitelů i v roce 2015. V červnu 2015 vláda, jak před volbami slíbila, obnovila vysílání veřejnoprávní televizní a rozhlasové stanice ERT, kterou předchozí vláda v rámci úsporných opatření zrušila (za což ji kritizovala například Evropská vysílací unie). Na jejím provozu se podílí občané měsíčními poplatky ve výši tří eur na domácnost. Díky obnovení ERT se do zaměstnání vrátilo 1650 propuštěných zaměstnanců.
Po dalších neúspěšných kolech vyjednávání se vláda rozhodla vypsat referendum o návrzích věřitelů, které se konalo dne 5. července 2015. Vláda proto neúspěšně žádala věřitele o několikadenní prodloužení záchranného programu, který vypršel 30. června. Nezaplacením červnové splátky věřitelům se Řecko ocitlo od července v platební neschopnosti. Ihned 1. července byl zveřejněn dopis adresovaný věřitelům, ve kterém Tsipras přislíbil přijmout většinu požadavků věřitelů. V referendu se 61 % hlasujících Řeků vyjádřilo za odmítnutí návrhů.
Přesto začala vláda vyjedávat s věřiteli o novém záchranném programu a přislíbila rozsáhlé reformy a škrty. Ještě během července 2015 schválili poslanci první úsporné reformy. Tyto kroky způsobily rozkol v Syrize, když ze 149 poslanců Syrizy hlasovalo pro reformy jen 124, ačkoliv předtím Tsipras volal po jednotě a dokonce hrozil demisí. Reformy se tak podařilo prosadit jen díky podpoře opozice. Reformy znamenaly přijetí nových překlenovacích úvěrů a zavedení úspor. Například došlo ke skokovému navýšení DPH pro většinu zboží (ze 13 na 23 %).

### Demise vlády a předčasné volby (2015)
Po vyjednání nového záchranného programu podal premiér Tsipras společně se svou vládou dne 20. srpna 2015 kolektivní demisi. Prezident Prokopis Pavlopoulos ji téhož dne přijal. Tsipras tím otevřel cestu k již druhým předčasným parlamentním volbám konaným v roce 2015. Tsipras také zkritizoval radikální část své strany Syrizy za sabotování akceschopnosti vlády.
V srpnu 2015 se rebelující levicová část Syrizy, která zahrnovala i 25 poslanců odmítajících novou půjčku od věřitelů, rozhodla založit novou politickou stranu s názvem Lidové sjednocení (Leiki Anotita). Předsedou nové strany se stal bývalý ministr energií Panajotis Lafazanis. S 25 poslanci se strana vzniklá z tzv. Levicové platformy Syrizy stala do druhých předběžných voleb roku 2015 třetí nejsilnější politickou stranou v parlamentu. Ve volbách ze září 2015 se Syriza umístila opět na prvním místě se ziskem 35,46 % hlasů a 145 mandátů. Po volbách byla opět sestavena vláda Syrizy a Nezávislých Řeků. Vláda získala důvěru na začátku října 2015.

### Předčasné volby 2019
Od roku 2018 vládou otřásal blížící se výsledek sporu o název Makedonie. Poté, co řecký parlament v lednu 2019 těsně schválil Prespanskou dohodu, vystoupila strana Nezávislí Řekové (ANEL) z Tsiprasovy vlády. Nicméně vláda si udržela důvěru jako menšinová, a to díky několika přeběhlíkům od ANEL.
Další předčasné volby vyvolal Tsipras po květnovém neúspěchu své strany ve volbách do Evropského parlamentu a souběžných místních volbách. Ve volbách do Evropského parlamentu sice udrželi 6 mandátů, ale ztratili první pozici. V červencových volbách do řeckého parlamentu tuto ztrátu zopakovali. Ačkoliv získali 31,53 % hlasů, což je ztráta pouhá 4 %, Nová demokracie se umístila jako první s 39,85 %, čímž získala také bonusových 50 mandátů pro vítěze. SYRIZA tak ztratila 59 mandátů a odešla do opozice.

## Cíle
SYRIZA dle manifestu, zveřejněném v roce 2012, zastává tyto cíle:
- Ekonomika – Odložení splátek řeckého dluhu do období ekonomického růstu. Zavedení progresivního zdanění (až 75% daň z příjmu pro příjmy nad 500 000 Euro). Zvýšení zdanění korporací na průměr EU. Zákaz finančních spekulací. Zrušení finančního zvýhodnění církví. Zrušení bankovního tajemství. Drastické snížení výdajů na armádu. Daňové zvýhodnění základních produktů. Nacionalizace (zestátnění) bank, strategických podniků a transportních cest (pošta, letiště, železnice).
- Odstranění chudoby – Zvýšení minimální mzdy na výši před hospodářskou krizí (750 Euro). Využití státem vlastněných budov pro zřízení ubytování pro bezdomovce. Zavedení svačin a obědů zdarma pro žáky veřejných škol. Zavedení bezplatné zdravotní péče pro nezaměstnané a bezdomovce. Podpora kolektivním smlouvám. Zvýšení péče o imigranty. Zdvojnásobení výdajů na zdravotnictví (na průměr EU (tj. 6 % HDP)). Odstranění poplatků na zdravotnictví. Zestátnění soukromých nemocnic.
- Státní zřízení – Zavedení proporčního volebního systému. Zavedení ústavní reformy oddělující církev od státu. Zavedení referend pro mezinárodní smlouvy. Odstranění politické imunity před zákonem. Stažení řeckých vojáků ze zahraničních misí. Vystoupení Řecka z NATO. Zrušení vojenské spolupráce s Izraelem. Podpora uznání Palestiny.
- Životní prostředí – Podpora obnovitelným zdrojům energie.

Kompletní seznam aktuálních cílů lze dohledat ve volebním programu z prosince 2014. Tento program uvádí například následující cíle i s jejich odhadovanou cenou:
- 1. pilíř: Boj s humanitární krizí – Zavedení bezplatného odběru elektřiny pro 300 000 nejchudších domácností. Zavedení dodávek bezplatného stravování pro nejchudší občany. Zajištění ubytování (předplatit nájem v 30 000 bytech). Znovuzavedení Vánočního bonusu (jako 13. platu). Zajištění bezplatné zdravotní péče pro lidi bez pojištění. Snížení spotřební daně na topná paliva pro domácnosti. Celková odhadovaná cena = 1,9 miliard Euro.
- 2. pilíř: Restart ekonomiky a zavedení daňové spravedlnosti – Odstranění zavedených škrtů (po krizi r. 2008). Snížení daňového zatížení nižších platových tříd. Zastavení zabavování majetku a peněz bankami. Odklad splatnosti dluhů. Zvýšená daňová zátěž pro velké vlastníky. Celková odhadovaná cena = 6,5 miliard Euro.
- 3. pilíř: Národní plán pro posílení zaměstnanosti – Vytvoření 300 000 nových pracovních pozic během dvou let. Zákaz masivního propuštění. Celková odhadovaná cena = 3 miliardy Euro.
- 4. pilíř: Přeměna politického systému na opravdovější demokracii – Decentralizace moci rozvojem regionů a obcí. Zavedení a podpora lidových iniciativ (pro vytvoření zákona, vypsání referenda atd.). Regulace médií v rámci zákona. Celková odhadovaná cena = 0 Euro.

## Volební výsledky

### Volby do Řeckého parlamentu
| Volby         | Počet hlasů | Hlasy v % | Změna   | Mandátů | Změna | Postavení             |
| ------------- | ----------- | --------- | ------- | ------- | ----- | --------------------- |
| 2004          | 241 539     | 3,3       | –       | 6       | –     | Opozice               |
| 2007          | 361 211     | 5,0       | ▲ +1,7  | 14      | ▲ +8  | Opozice               |
| 2009          | 315 627     | 4,6       | ▼ −0,4  | 13      | ▼ −1  | Opozice               |
| 2012 (květen) | 1 061 265   | 16,8      | ▲ +12,2 | 52      | ▲ +39 | Opozice               |
| 2012 (červen) | 1 655 053   | 26,9      | ▲ +10,1 | 71      | ▲ +19 | Opozice               |
| 2015 (leden)  | 2 244 679   | 36,3      | ▲ +9,4  | 149     | ▲ +78 | Vládní koalice s ANEL |
| 2015 (září)   | 1 925 904   | 35,5      | ▼ -0,8  | 145     | ▼ -4  | Vládní koalice s ANEL |
| 2019          | 1 781 754   | 31,5      | ▼ -4    | 86      | ▼ -59 | Opozice               |
| 2023 (květen) | 1 184 621   | 20        | ▼ -11,5 | 71      | ▼ -15 | Vláda nevznikla       |
| 2023 (červen) | 930 013     | 17,8      | ▼ -2,2  | 47      | ▼ -24 | Opozice               |

### Volby do Evropského parlamentu
| Volby | Počet hlasů | Hlasy v % | Změna   | Mandátů | Změna |
| ----- | ----------- | --------- | ------- | ------- | ----- |
| 2009  | 240 898     | 4,7       | –       | 1       | –     |
| 2014  | 1 516 699   | 26,6      | ▲ +21,9 | 6       | ▲ +5  |
| 2019  | 1 204 083   | 23,8      | ▼ -2,8  | 6       | –     |
| 2024  | 593 133     | 14,9      | ▼ -8,9  | 4       | ▼ -2  |